# Viva! (musikalbum)
Viva! är en livealbum av Roxy Music som utkom i augusti 1976.
Bandet hade då just gjort ett längre uppehåll men fyllde ut med denna skiva som var inspelad under olika turnéer 1973-75. Man får här till exemper höra Eddie Jobson göra ett magnifikt solo på sin glasviolin i inledande "Out of the Blue" samt hur bandet tänjer ut gamla klassiker som "If There Is Something" i storslagna versioner.

## Låtlista
1. "Out of the Blue" - 4:44
2. "Pyjamarama" - 3:36
3. "The Bogus Man" - 7:05
4. "Chance Meeting" - 2:58
5. "Both Ends Burning" - 4:46
6. "If There Is Something" - 10:37
7. "In Every Dream Home a Heartache" - 8:23
8. "Do the Strand" - 4:00